# Silia Kapsis
Vasiliki "Silia" Kapsis (Sydney, 5 de desembre de 2006) és una cantant, ballarina i actriu australiana. Ella va representar Xipre al Festival de la Cançó d'Eurovisió 2024.

## Primers anys i carrera
Kapsis va néixer a Sídney, sent filla del cantant xipriota Giorgos Kapsis i d'una dona grega de Salònica. Allí va passar la seva infància, creixent en un ambient artístic i actuant des dels 4 anys. A més, va ser cantant principal del grup Australian Youth Performing Arts Company (AYPAC) i va actuar en diversos esdeveniments a tot el món.
La seva cançó debut, "Who Am I?", que va escriure i va compondre als 12 anys, es va llançar el 2022. Va llançar dos senzills més, "No Boys Allowed" i "Disco Dancer", al març i maig de 2023, respectivament.
D'altra banda, Kapsis va ser seleccionada per a ImmaBeast Dance Company a Los Angeles. Va treballar amb Stephen "tWitch" Boss a The Jennifer Hudson Show i va aparèixer en un documental de dansa produït pel raper Taboo.
Kapsis va fer el seu debut com a actriu com a personatge principal en el curtmetratge del 2022 Pearly Gates i ha treballat en diversos projectes de televisió l'any 2023. Junt amb els altres presentadors, va ser nominada a Llegenda australiana/kiwi de l'any als Nick News dels Nickelodeon Kids' Choice Awards a Austràlia, sent presentadora habitual a la versió local de Nickelodeon.
El 25 de setembre de 2023, va ser anunciada com la representant de Xipre del Festival de la Cançó d'Eurovisió 2024.

## Discografia

### Singles
| Single            | Any  | Àlbum / EP          |
| ----------------- | ---- | ------------------- |
| "Who Am I?"       | 2022 | Singles sense àlbum |
| "No Boys Allowed" | 2023 | Singles sense àlbum |
| "Disco Dancer"    | 2023 | Singles sense àlbum |
| "Night Out"       | 2023 | Singles sense àlbum |

## Reconeixements
- Premi Bobby McCloughan d'Arts Creatives (Premi del 130è Aniversari) a Claremont College (2018)
- St Vincent's College: Beca Madame Christian per cantar (2019)
- Beca BuildaBeast Sydney (2019)
- Beca universitària d'arts escèniques Village Nation (2021)